# Sclerogibbidae
Famille
Les Sclerogibbidae sont une famille d'hyménoptères de la super-famille des Chrysidoidea. Ce sont des parasitoïdes koinobiontes.

## Taxinomie
- † Sclerogibbodinae Engel, 2006
  - † Sclerogibbodes Engel, 2006
- Sclerogibbinae Ashmead, 1902
  - Caenosclerogibba Yasumatsu, 1958
  - Neosclerogibba (Koch, 1995)
  - Probethylus Ashmead, 1902
  - Parasclerogibba (Hamann, 1958)
  - Sclerogibba Riggio et Stefani-Perez, 1888
- Incertae sedis
  - Sclerogibba embiopterae Dodd, 1939